# L'Homme hilare
L'Homme hilare (The Laughing Man) est une nouvelle de l'écrivain américain J. D. Salinger, publiée pour la première fois dans la revue The New Yorker le 19 mars 1949, et ensuite éditée en 1953 dans le recueil de nouvelles Nine Stories.

## Publications
- L'Homme hilare / J.D. Salinger ; illustré de 15 xylographies de Movy Pasternak ; maquette de Krystyna Sznurowska. Thuin : Éditions de la Grippelotte, 1970. Format 20x30 cm. Imprimé par Damien Marchoul. Tirage à 53 exemplaires dont 50 sur Flash-Print des papeteries Scaldia et 3 HC sur Vieil Holland Dubbel Olifants des papeteries Van Gelder[2].